# Gabino Rodríguez
Gabino Rodríguez Rodea (* 1927 in Mexiko-Stadt; † 25. August 1998 in San Luis Potosí) war ein mexikanischer Radrennfahrer.

## Sportliche Laufbahn
Rodríguez war im Straßenradsport aktiv. 1948 war er Teilnehmer der Olympischen Sommerspiele in London. Das olympische Straßenrennen beendete er nicht. Mexiko kam mit Placido Herrera, Francisco Rodríguez, Gabino Rodríguez und Manuel Solis nicht in die Mannschaftswertung, da kein Fahrer des Teams das Rennen beendete.
Bei den Zentralamerika- und Karibikspielen 1950 gewann er die Goldmedaille in der Mannschaftswertung des Straßenrennens.